# West-Duits voetbalkampioenschap 1903/04
In 1903/04 werd het tweede voetbalkampioenschap gespeeld dat georganiseerd werd door de West-Duitse voetbalbond. Duisburger SpV werd kampioen en plaatste zich voor de eindronde om de Duitse landstitel. De club versloeg eerst Casseler FV 95 en werd dan door VfB Leipzig verslagen.

## Deelnemers aan de eindronde
| Club                 | Gekwalificeerd als       |
| -------------------- | ------------------------ |
| Bonner FV 01         | Kampioen van Keulen-Bonn |
| Düsseldorfer FC 1899 | Kampioen van Nederrijn   |
| Duisburger SpV       | Kampioen van Rijn-Ruhr   |

## Finaleronde
| Plaats | Club                 | Wed. | W | G | V | Saldo | Ptn. |
| ------ | -------------------- | ---- | - | - | - | ----- | ---- |
| 1.     | Duisburger SpV       | 4    | 1 | 3 | 0 | 4:3   | 5:3  |
| 2.     | Bonner FV 01         | 3    | 1 | 1 | 1 | 3:3   | 3:3  |
| 3.     | Düsseldorfer FC 1899 | 3    | 0 | 2 | 1 | 3:4   | 2:4  |

|  | Kampioen |